# Dzień Wyzwolenia Ukrainy od faszystowskich najeźdźców
Dzień Wyzwolenia Ukrainy od faszystowskich najeźdźców (ukr. День визволення України від нацистських загарбників) – święto państwowe obchodzone na Ukrainie 28 października (od 2009 oficjalnie), upamiętniające wyzwolenie ziem ukraińskich spod niemieckiej okupacji.

## Geneza święta
27 października 1944 to data wyzwolenia przez Armię Czerwoną miasta Użhorod, natomiast następnego dnia wojska radzieckie dotarły do zachodniej granicy współczesnej Ukrainy (ówczesnej Ukraińskiej SRR).
Rocznicę tę po raz pierwszy obchodzono uroczyście w 2004. Na Placu Niepodległości w Kijowie odbyła się duża defilada wojskowa z udziałem prezydenta Ukrainy Leonida Kuczmy i prezydenta Federacji Rosyjskiej Władimira Putina. Sztandar Zwycięstwa został wtedy przywieziony do Kijowa z Moskwy.
15 października 2009 związany z ugrupowaniem Silna Ukraina polityk Serhij Tihipko wyraził chęć uczynienia tego dnia świętem narodowym Ukrainy. Pięć dni później ówczesny ukraiński prezydent Wiktor Juszczenko podpisał stosowny dekret.

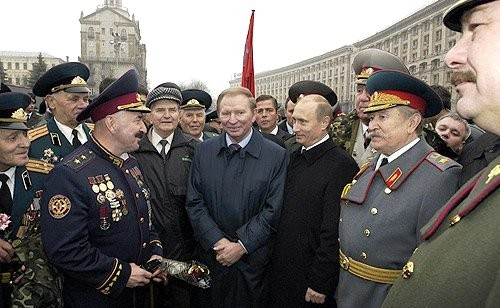
Władimir Putin i Leonid Kuczma podczas obchodów 60. rocznicy wyzwolenia Ukrainy w 2004

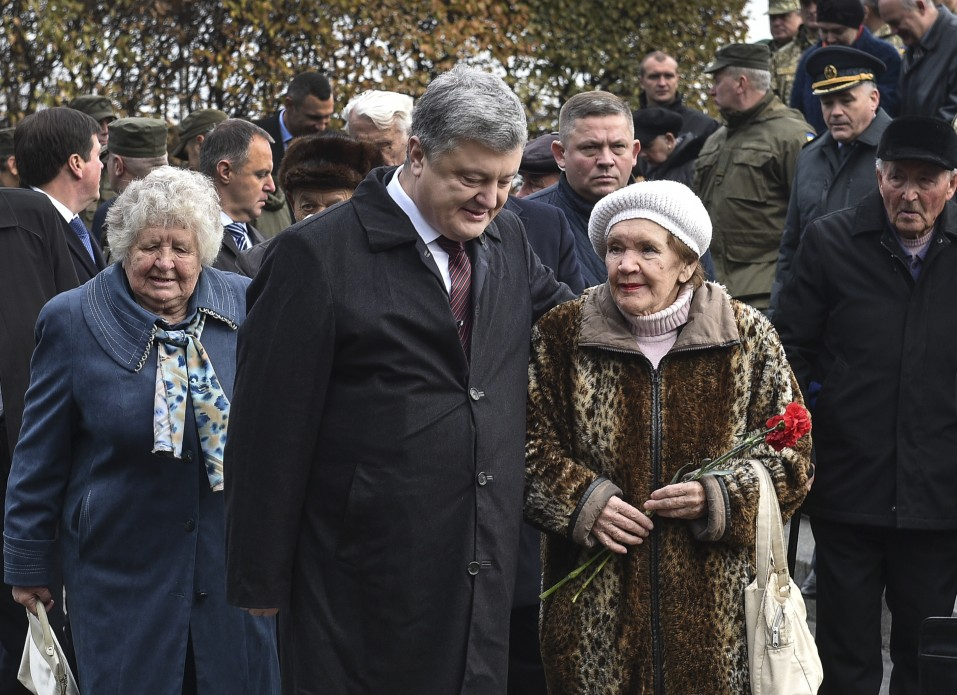
Prezydent Ukrainy Petro Poroszenko podczas obchodów święta w 2017